# Codisque
En mathématiques, et plus précisément en topologie, un codisque désigne l'ensemble des points du plan complexe privés de tous les points compris dans un cercle de rayon R, ou encore tous les points M tels que l'affixe {\displaystyle z} du point vérifie {\displaystyle |z|>R}. Si l'on étend cette équation à tous les complexes appartenant au codisque de centre A d'affixe {\displaystyle z_{0}}, alors tous les points appartenant au codisque de centre A seront les points M d'affixe {\displaystyle z} qui vérifient {\displaystyle |z-z_{0}|>R}.